# Phyllonorycter haasi
Phyllonorycter haasi is een vlinder uit de familie mineermotten (Gracillariidae). De wetenschappelijke naam is voor het eerst geldig gepubliceerd in 1901 door Rebel.
De soort komt voor in Europa.